# Nephelea fulgens
Nephelea fulgens là một loài dương xỉ trong họ Cyatheaceae. Loài này được Gastony mô tả khoa học đầu tiên năm 1973.
Danh pháp khoa học của loài này chưa được làm sáng tỏ. 